# Falzia negra
|  | Per a altres significats, vegeu «Asplenium onopteris». |

La falzia negra (Asplenium adiantum-nigrum) és una espècie de falguera de la família Aspleniaceae, abundant als Països Catalans.

## Noms comuns
En ser una espècie freqüent als Països Catalans rep molts noms comuns: falzia negra, capil·lera negra, falzia de bosc, cama negra, dauradella borda, falguera borda, falguera de la cama negra, falguera de roca, falguereta, falzia, falzia de peu de cingle, falzia de roques, herba cancera, herba felera, falsija de peu de cingle, falsitja de roques, foguera borda, foguera de la cama negra, valzia negra.

## Característiques
És una falguera de fins a 30 centímetres d'alt. La tija és un petit rizoma bru fosc i pilós, d'on surten els pecíols de les frondes. Les frondes (fulles) poden fer fins a 40 centímetres i tenen el pecíol negre i tant o més llarg que el limbe. Les frondes són coriàcies, lluents i fosques, en forma triangular i pinnades 2 o 3 cops.
La seva constitució genètica és la d'un tetraploide i hom pensa que evolucionà a partir d'Asplenium onopteris i Asplenium cuneifolium.

## Història natural
És una de les falgueres més abundants de la terra baixa i creix en enclavaments rocosos, pedregosos, silícics i humits o ombrejats. Normalment se la troba en alzinars.